# Czerwień (rejon tarnopolski)
Czerwień (ukr. Червень) – wieś na Ukrainie, w obwodzie tarnopolskim, w rejonie tarnopolskim.
Do 2020 w rejonie podhajeckim.